# Antonello Bacciocchi
Antonello Bacciocchi (* 1957) ist ein san-marinesischer Politiker der Partito dei Socialisti e dei Democratici (PSD).

## Leben und Politik
Antonello Bacciocchi ist als Vermessungsingenieur tätig. Er ist verheiratet und hat zwei Kinder.
Er war vom 1. April bis 1. Oktober 1999 und vom 1. Oktober 2005 bis zum 1. April 2006 Capitano Reggente (Staatsoberhaupt). Innerhalb der sozialistischen Partei PSS hatte er vor der Umbenennung zur PSD von 1999 bis 2001 den Posten des stellvertretenden Generalsekretär inne. Innerhalb des Consiglio Grande e Generale (Parlament von San Marino) in dem er von 1998 bis 208 angehörte, war er von 2001 bis 2003 stellvertretender Vorsitzender der Fraktion der Sozialistischen Partei. In der seit 2006 regierenden Mitte-links-Koalition war er von Juli 2006 bis November 2007 Arbeitsminister (Segretario di Stato al Lavoro, alla cooperazione e alle politiche giovanili) anschließend bis zum Ende der Legislaturperiode im Dezember 2008 Minister für Tourismus und Sport (Segretario di Stato al Lavoro, alla cooperazione e alle politiche giovanili). Bei den Parlamentswahlen im November 2008 verfehlte er mit Platz 22 auf der Liste der PSD, die 18 Mandate errang, den erneuten Einzug ins Parlament.
Bacciocchi ist verheiratet und Vater einer Tochter und eines Sohnes.

## Weblink
- Kurzbiographie auf libertas.sm